# آسیا (کشتی ۱۸۱۸)
آسیا (کشتی ۱۸۱۸) (به انگلیسی: Asia (1818 ship)) یک کشتی است. این کشتی در سال ۱۸۱۸ ساخته شد.